# Yaginumaella nobilis
Yaginumaella nobilis är en spindelart som beskrevs av Zabka 1981. Yaginumaella nobilis ingår i släktet Yaginumaella och familjen hoppspindlar. Inga underarter finns listade i Catalogue of Life.